# إدوارد روس
إدوارد روس (بالإنجليزية: Edward Alsworth Ross) (و. 1866 – 1951 م) هو عالم اجتماع، وeugenicist ‏، وعالم سكان، وأستاذ جامعي، واقتصادي أمريكي، ولد في فيردين، توفي في ماديسون، ويسكنسن، عن عمر يناهز 85 عاماً.

## التعليم
تعلم في كلية كو ‏، وتعلم في جامعة جونز هوبكينز، وتحصل منها على دكتوراة في الفلسفة
.

## روابط خارجية
- إدوارد روس على موقع الموسوعة البريطانية (الإنجليزية)